# Щанф
Щанф (ромш. S-chanf) — громада в Швейцарії в кантоні Граубюнден, регіон Малоя.

## Географія
Громада розташована на відстані близько 200 км на схід від Берна, 45 км на південний схід від Кура.
Щанф має площу 138 км², з яких на 0,7 % дозволяється будівництво (житлове та будівництво доріг), 23,6 % використовуються в сільськогосподарських цілях, 19,2 % зайнято лісами, 56,5 % не є продуктивними (річки, льодовики або гори).

## Демографія
2019 року в громаді мешкало 681 особа (-4,4 % порівняно з 2010 роком), іноземців було 15,6 %. Густота населення становила 5 осіб/км².
За віковим діапазоном населення розподілялося таким чином: 17,9 % — особи молодші 20 років, 59,9 % — особи у віці 20—64 років, 22,2 % — особи у віці 65 років та старші. Було 327 помешкань (у середньому 2,1 особи в помешканні).
Із загальної кількості 240 працюючих 47 було зайнятих в первинному секторі, 75 — в обробній промисловості, 118 — в галузі послуг.